# 신디케이트
신디케이트(영어: syndicate)란 어떠한 존재자들(개인, 기업, 회사 등)이 특정한 사업, 공동의 이익추구를 위해 합동안 자주관리적 집단이다.
신디케이트라는 영단어는 프랑스어 낱말 생디카(프랑스어: syndicat)에서 왔다. 거슬러 올라가면 라틴어 신디쿠스(라틴어: syndicus)와 그리스어 쉰디코스(그리스어: σύνδικος)로 소급되며, 이는 “특정한 문제의 관리자(caretaker of an issue)”를 의미한다.

## 노동자 신디케이트
생디카라는 말은 프랑스어로 노동조합을 의미한다.
노동조합과 유사한 의미로 "노동자 신디케이트"(labor syndicate, worker's syndicate)란 아나르코생디칼리슴 이론의 맥락에서 노동조합이 국민국가와 자본주의 기업을 대체한 대안적 사회조직 단위를 의미한다. 생디칼리스트를 비롯한 자유지상적 사회주의에서 사용되는 “신디케이트”라는 말은 노동자들이 자주경영하는 업체(enterprise)를 의미한다. 신디케이트의 경영은 거기서 일하는 모든 노동자들의 대면 회의를 통해 이루어지며, 모든 노동자들이 동등하게 한 표를 행사할 권리를 갖는다. 노동자들 위에 군림하는 관리자 직급이 없거나, 또는 노동자들의 적접 투표로 선출된다. 어느 경우든 가장 중요한 결정은 직장내 모든 노동력이 참여해서 집단적으로 결정된다.

## 범죄 신디케이트
범죄 신디케이트는 조직범죄의 수행을 조정하기 위해 범죄조직들이 합동해 결성된 것이다. 신디케이트에 참여한 조직들이 공동으로 지방, 전국, 국제적 규모의 불법사업을 운영한다. 범죄 신디케이트를 구성하는 하부조직이 범죄  패밀리 또는 클랜이다.

## 사업 신디케이트
공동 판매 카르텔을 뜻한다. 판매소를 두고 공동으로 판매를 하는 가장 고도화된 카르텔의 형태이다. 기사, 십자 낱말 맞히기, 만화 연재물을 신문사에 판매했던 통신사 인터내셔널 뉴스 서비스(International News Service)는 세계 최초로 신디케이트 서비스의 기원을 열었다. 인터내셔널 뉴스 서비스는 1915년, 킹 피처 신디케이트(King Feature Syndicate)로 이어지는데. 20세기 내내 전 세계 신문은 이 킹 피처의 만화를 연재했다. 또한 신디케이트는 공채·사채 등의 유가증권을 인수하기 위한 금융 기관의 연합체를 가리키기는 말이기도 하다.

## 같이 보기
- 협동조합
- 길드
- 학회
- 실무단